# Rytm (przystanek kolejowy)
Rytm (biał. Рытм, ros. Ритм) – przystanek kolejowy w lasach w pobliżu miejscowości Liski, w rejonie rzeczyckim, w obwodzie homelskim, na Białorusi. Leży na linii Homel - Łuniniec - Żabinka.